# Muhtasib

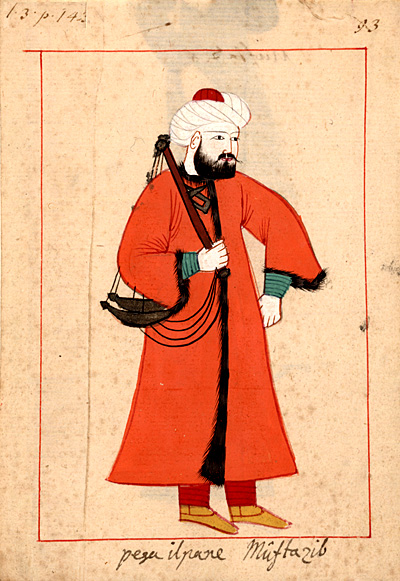
Le muhtasib (inspecteur du marché islamique) pèse le pain. Image tirée du livre de costumes de Ralamb, 1657.

Le muḥtasib ou mohtaseb (ar. مُحْتَسِب ) est un fonctionnaire de la cité musulmane, chargé de la police des marchés (sūq-aswāq),à l'instar d'une surveillance accrue des mendiants et d'un contrôle des poids et mesures. D'une façon générale, l'agent veillait à la bonne conduite de tous en public, éventuellement il réprimait les abus, conformément à la loi et en réalisant la doctrine de la hisba qui est basée sur le principe coranique suivant: "ordonnent le Convenable et interdissent le Blâmable [qui] se hâtent dans les bonnes œuvres.Ceux-là sont parmi les Saints"
Selon al-Māwardī,le muḥtasib « doit encore veiller à ce que les bêtes de somme soient bien traitées, et n'aient pas à fournir, elles non plus, un travail au-dessus de leurs forces ».  

## Lien
- Qadi
- Hisba